# Malátdehydrogenáza

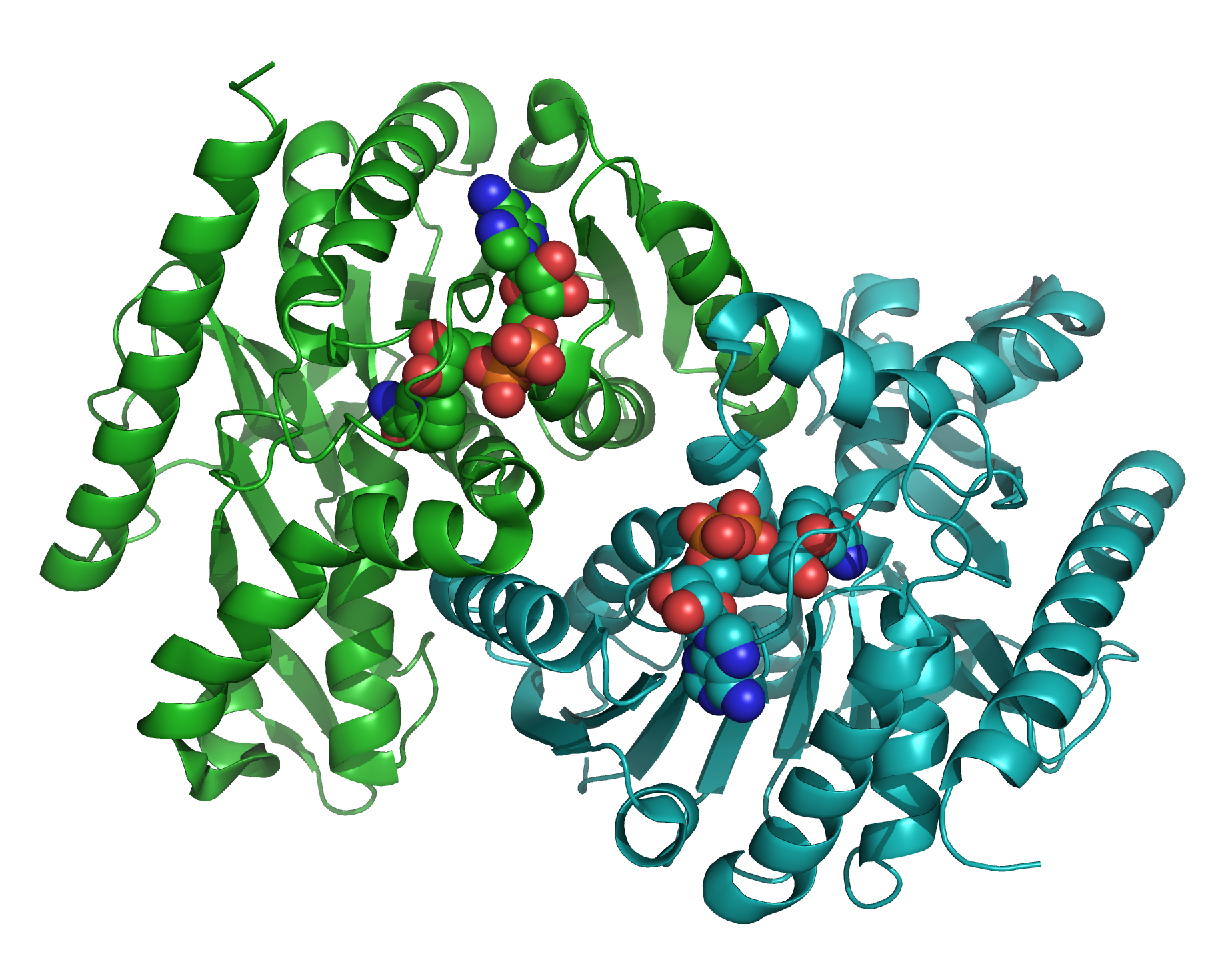
Malátdehydrogenáza s navázanými cukry

Malátdehydrogenáza je oxidoredukční enzym, který katalyzuje oxidaci malátu na oxalacetát, tedy poslední reakci citrátového cyklu před vstupem nového acetyl-CoA. Zároveň se koenzym NAD+ redukuje na NADH. Eukaryota mají několik variant (izozymů) tohoto enzymu, např. kvasinky mají jeden cytosolický, druhý glyoxyzomální a třetí v mitochondriální matrix.
Při této reakci se hydroxylová skupina oxiduje na keton, hydridový iont z OH− je přenesen na NAD+. Malátdehydrogenáza vykazuje ve své struktuře značnou shodu s laktátdehydrogenázou a alkoholdehydrogenázou a možná tyto enzymy vznikly ze společného předka.